# Hannes Anier
Hannes Anier , estonski nogometaš, * 16. januar 1993, Talin.

## Življenjepis
Hannes je začel igrati nogomet pri 5 letih za Floro iz Talina. Igra kot napadalec ali bočni vezist lahko je pa tudi ofenzivni vezist. Tudi njegov 3 leta starejši brat je estonski reprezentant in napadalec. Skupaj sta bila tudi člana nemškega drugoligaša Erzgebirge Aue. Za člansko reprezentanco je debitiral 4.junija 2014 na prijateljski tekmi proti Islandiji. Svoj prvi reprezentančni gol pa je dal na prijateljski tekmi proti Tadžikistanu 7.junija 2014. Tako debitantski nastop kakor tudi prvi gol je dosegel v Talinu na Stadionu A. Le Coq Arena.

## Klubska kariera
| Sezona    | Klub              | Država   | Liga | Nastopov | Golov |
| --------- | ----------------- | -------- | ---- | -------- | ----- |
| 2014-     | Erzgebirge Aue    | Nemčija  | II   | 0        | 0     |
| 2012-2013 | Odense BK         | Danska   | I    | 4        | 0     |
| 2009–2011 | FC Flora Talin    | Estonija | I    | 42       | 19    |
| 2009-2011 | FC Elva           | Estonija | II   | 3        | 1     |
| 2009      | Valga Warrior     | Estonija | II   | 4        | 1     |
| 2009-2010 | FC Flora Talin II | Estonija | III  | 42       | 19    |

## Uspehi z Floro
| Leto         | Vrsta uspeha                      |
| ------------ | --------------------------------- |
| 2010 in 2011 | Estonski prvak                    |
| 2011         | zmagovalec Estonskega Pokala      |
| 2011 in 2012 | zmagovalec Estonskega Superpokala |